# 太田嘉四夫
太田 嘉四夫（おおた かしお、1915年4月11日 - 1994年3月16日）は、日本の動物学者・生態学者。

## 略歴
- 1915年4月11日：静岡県伊東市で生まれる[1]。
- 宮城県仙台第二中学校（現・宮城県仙台第二高等学校）卒業[1]。
- 北海道帝国大学予科入学[1]。
- 北海道帝国大学農学部入学[1]。
- 学生時代は山岳部員で、北千島渡航、利尻岳冬季発登攀等の記録がある[2]。
- 1938年（昭和13年）：北海道帝国大学農学部農業生物学科動物分科卒業[1][2]。指導教員は犬飼哲夫[3]。
- 山口県の日本水産研究所において、藤永元作博士の元、クルマエビの養殖事業に従事[1][2][3]。
- 1939年（昭和14年）：陸軍に招集され、中国から南方戦線を転戦[1]。
- 1943年（昭和18年）：インパール作戦開始直前にビルマ（現ミャンマー）で召集解除（陸軍少尉）、帰国、日水研に復職[1][2]復職後は同研究所にて船底付着生物の研究に従事[1][2]フジツボ類の研究は軍事研究であったが、この時に「個体の行動」「個体関係・種間関係」に強い興味を持った[2]。
- 1945年（昭和20年）12月：北海道大学農学部応用動物学講座助手、ネズミ類の生態研究を開始する[1][2]当初は家ネズミ類のすみ分け等の研究をおこなうが、その後は野ネズミ類の分布、すみ分け、種間競争等の生態研究をおこなった[1]。1950年代における生態学会での一つのトピックであったすみ分け論争の中では理論家として活躍した[1]。学園民主化のため農学部助手会結成に参加[2]。
- 1946年（昭和21年）：北海道大学職員組合結成、同副委員長となる[2]。
- 1947年（昭和22年）：北海道大学農学部応用動物学講座講師[2]。
- 1950年（昭和25年）：北大イールズ事件（学園のレッド・パージ勧告のために米国からイールズ博士が派遣された事件）に対し、北海道大学職員組合委員長として太田が統一行動を組織して追い返した事件）[2]。
- 1951年（昭和26年）末：モチ代よこせ事件（朝鮮戦争を契機に起こった石炭・食料不足から自由労務者が座り込み、札幌市警白鳥警部らに検挙された事件）に対し、太田は特別弁護人となる[2]。
- 1952年（昭和27年）
  - 1月：札幌での白鳥事件（白鳥警部が射殺された事件。太田は同事件に関与の嫌疑で休職、後に失職、復職[1][2]。
  - 4月：自宅で逮捕され、農学部教授会は審議なしで休職にした[2]。
- 1954年（昭和29年）：休職の取り扱いの不当をうったえて復職[2]。
- 1956年（昭和31年）：札幌藻岩山に調査地を設けて、以後10年におよぶ研究がなされた[1]。
- 1957年（昭和32年）：地裁判決で有罪、逮捕、控訴[2]。
- 1958年（昭和33年）：北海道東部の国有林に1ヘクタールの実験柵をつくり、野外実験を開始した[1]。
- 1962年（昭和37年）：北海道大学より農学博士の学位を取得[2]。学位論文の題は「北海道産ネズミ類の生態的分布の研究」[4]。
- 1964年（昭和39年）：高裁判決で控訴棄却、上告[2]。
- 1966年（昭和41年）:最高裁で上告棄却[2]。
  - 異議申し立て却下、判決確定、北海道大学失職[2]。
- 1968年（昭和43年）:北海道大学農学部演習林講師として再雇用（復職）[2]。
- 1970年（昭和45年）:北海道大学農学部演習林助教授[2]。
- 1979年（昭和54年）:北海道大学農学部演習林教授[2]。
  - 3月:北海道大学農学部演習林退職[2]。
- 1994年3月16日：逝去。享年78[1]。

## 家族
父方の祖父は太田惣五郎で、祖母は太田いと。叔父に医学者・文学者である木下杢太郎（本名太田正雄）と復興局疑獄事件で自殺した鉄道技術者の太田圓三がいる。太田の一族には社会運動や左翼運動に身を投じたものも多く、こうした環境下で少年期から特殊な影響を受けることを懸念した父が仙台の太田正雄（木下杢太郎）東北帝国大学教授にあずけた、という。

## 著書
- 太田嘉四夫 (1984), 北海道産ネズミ類の研究, 編著 北海道野ネズミグループ執筆, 北大図書刊行会, ISBN 978-4-8329-0707-2

## 論文
- 国立情報学研究所収録論文 国立情報学研究所

- 太田嘉四夫 (1969), “犬飼哲夫・木下栄次郎・井上元則・相沢保及び太田嘉四夫の哺乳類研究について”, 哺乳類科学 (日本哺乳類学会) 9 (1):  7-20